# Atlas archéologique de l'Algérie
Pour les articles homonymes, voir Atlas.
L’Atlas archéologique de l’Algérie est une œuvre scientifique réalisée par l’historien et archéologue français Stéphane Gsell et publié en 1911. Il s’agit d’un inventaire topographique et descriptif des vestiges antiques présents sur le territoire algérien, élaboré dans le cadre des travaux du Service des monuments historiques d’Algérie durant la période coloniale. Depuis 2003 il fait l'objet d'actualisation par des institutions spécialisées du ministère algérien de la Culture et des Arts afin de valoriser les découvertes archéologiques et moderniser l'inventaire du patrimoine culturel. Cet atlas constitue encore aujourd’hui une source de référence majeure pour l’étude du patrimoine antique en Algérie.

## Contexte et objectifs
L’Atlas s’inscrit dans une démarche plus vaste des autorités coloniales françaises visant à recenser, documenter et mettre en valeur les vestiges de l’Antiquité et du Moyen Âge en Algérie. Dès 1873, des campagnes de prospection sont menées par des membres du Service des antiquités. En 1881, le projet d’un atlas archéologique de l’Algérie est officiellement lancé par les autorités coloniales, s’inscrivant dans la continuité des travaux pionniers d’érudits tels qu'Adolphe Delamare, Amable Ravoisié, Adrien Berbrugger et Léon Renier,.
Stéphane Gsell, alors membre de l’École française de Rome et archéologue attaché à l’administration coloniale, prend en charge la réalisation d’une grande partie des feuilles. Il combine un travail de terrain rigoureux avec l’exploitation des sources antiques et épigraphiques,. Il a entamé la réalisation de l’Atlas archéologique de l’Algérie en 1902, qu’il a achevé et publié en 1911
.
Les relevés ont été effectués par des officiers topographes, des archéologues et des membres du service des antiquités.

## Contenu et structure

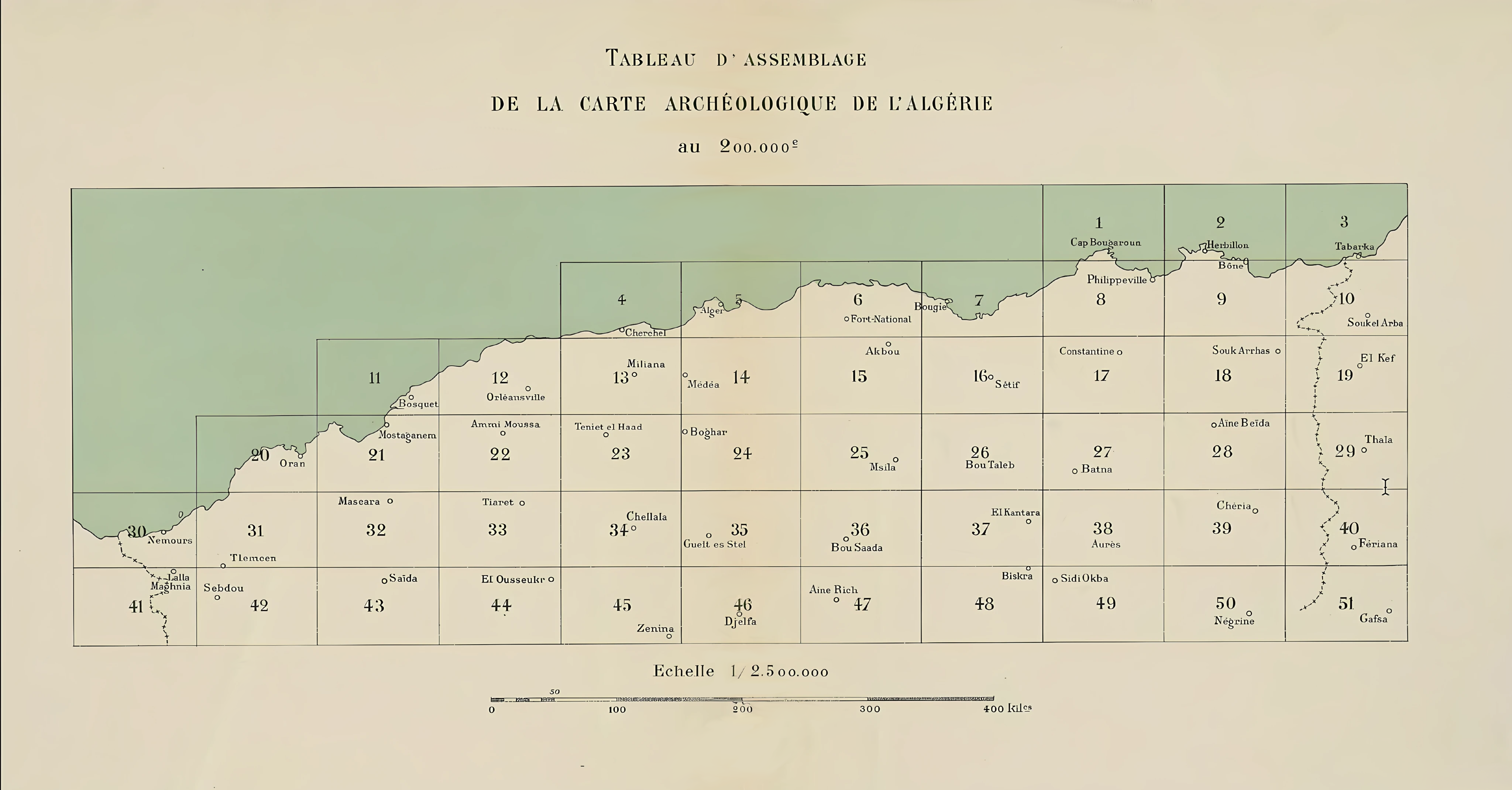
Tableau d'assemblage de la carte archéologique de l'Algérie au 200 000e, page 5 de l'Atlas archéologique de l'Algérie

L’Atlas se compose de 51 feuilles cartographiques au 200 000e, accompagnées de fascicules descriptifs. Chaque feuille correspond à une zone géographique précise (cercle administratif ou commune mixte) et répertorie les sites archéologiques recensés : ruines romaines, inscriptions latines, vestiges préislamiques ou médiévaux.
Chaque fascicule comprend :
- Une carte topographique annotée
- Une description des sites repérés (temples, nécropoles, thermes, routes, fortins, etc.)
- Un inventaire des inscriptions antiques (notamment latines)
- Des observations sur l’état de conservation, la toponymie et les trouvailles matérielles

Les feuilles cartographiques couvrent une partie du territoire de l’Algérie, ainsi que certaines régions frontalières du Maroc et de la Tunisie. Chaque feuille est accompagnée de notices topographiques indiquant les sites antiques recensés, les ruines visibles, les inscriptions découvertes, les vestiges numides, romains, byzantins ou islamiques, ainsi que des routes antiques.
Chaque feuille de l'Atlas correspond à une zone géographique spécifique et regroupe les sites archéologiques identifiés à l’époque dans son périmètre. On y trouve des régions riches en vestiges antiques, comme Batna (feuille n°27), Cherchell (feuille n°4), Bougie (feuille n°7), Bône (feuille n°9), Constantine (feuille n°17) ou Alger  (feuille n°05). Au total, l’Atlas se réfère à quelque 10 000 toponymes. 
L’Atlas archéologique de l’Algérie couvre la quasi-totalité des principales villes antiques du territoire, parmi lesquelles Icosium, Cirta, Hippo Regius, Cartennae, Timgad, Cuicul, Lambèse, Calama, Tipasa, Cæsarea, Madaura, Gunugus, Mascula, Milev, Nicives, Sitifis, Theveste, Zaraï, Thagaste, Tiddis et beaucoup d'autres.

## Réception et postérité
L’Atlas archéologique de l’Algérie constitue une référence incontournable pour l’étude de l’Afrique du Nord antique. Il a permis de préserver la mémoire de nombreux sites aujourd’hui détruits ou inaccessibles. Il est également une source primordiale pour les recherches en épigraphie latine en Algérie.
Le travail de Gsell a été prolongé par ses successeurs et collaborateurs, notamment dans le cadre de la publication du Corpus des inscriptions latines d'Algérie et de la série des Monuments antiques de l’Algérie.
Bien que cette première édition ait constitué une référence majeure pour l’archéologie nord-africaine, elle demeure incomplète, notamment pour les régions sahariennes. 
En 2021, une carte archéologique interactive de nouvelle génération, élaborée par plusieurs institutions spécialisées en archéologie relevant du ministère algérien de la Culture et des Arts, a été dévoilée à la presse nationale. Elle constitue « un cadastre englobant 15 200 sites, dont 7 640 recensés dans l’Atlas de Gsell et 7 652 nouveaux sites », selon les chiffres présentés lors de son lancement. Initiée en 2003, cette actualisation ambitionne ainsi de compléter, corriger et enrichir ces données anciennes, tout en élargissant la couverture aux zones ignorées ou peu explorées à l’époque coloniale.
En 2023, l’actualisation de l’Atlas archéologique de l’Algérie s’est poursuivie afin de valoriser les découvertes archéologiques et moderniser l’inventaire du patrimoine national, en y intégrant de nouveaux moyens de prospection, de cartographie et de recherche. La wilaya d'El Tarf, première zone test, a vu le nombre de sites recensés passer de 11 à 415 grâce à dix années de travail de terrain.

## Accès et conservation
Les feuilles de l’Atlas sont conservées dans diverses bibliothèques et institutions, notamment :
- Bibliothèque nationale d'Algérie
- Bibliothèque nationale de France
- Centre national de recherche en archéologie
- Archives du Centre national de la recherche scientifique
- Bibliothèque Gernet-Glotz
- Institut national d'histoire de l'art
- Archives nationales d'outre-mer
- Bibliothèque universitaire de l’Université Alger 2